# Идолино
Идолино (итал. Idolino; «Маленький идол»), также известный, как Идолино из Пезаро — римская бронзовая статуя обнаженного юноши, высотой 146 см, созданная около 30 года до н.э. Это римская копия греческой скульптуры, выполненной около 440 года до н.э.
Статуя была обнаружена в 1530 году на римской вилле в Пезаро и попала в коллекцию Франческо Мария I делла Ровере, герцога Урбино. Статуя сохранилась почти нетронутой, пришлось восстановить только правую руку. Фрагментированная бронзовая виноградная лоза, которая была найдена вместе со статуей, не была прикреплена к ней снова после реставрации; эта лоза привела к отождествлению изображённого с Вакхом, что ныне оспаривается.
По наиболее разумной современной версии, статуя изображает подростка-атлета, победителя соревнований. В его левой руке ранее находилась повязка победителя, тогда как в правой — чаша для возлияний. Исторически статуя приписывалась Поликлету, сегодня считается работой неизвестного мастера.
Статуя была одной из немногих хорошо сохранившихся римских бронз, которые были доступны для обозрения художникам и скульпторам Ренессанса. Совершенство пластики вызывало у них восхищение. Статуя Идолино оказала большое влияние на ренессансное искусство.
В 1530-40 годах скульптор Джироламо Ломбардо и его братья изготовили для статуи роскошный постамент из бронзы и серебра, украшенный атрибутикой бога Вакха. Пьедестал полый, четырёхгранный, собран из четырех больших секций; его орнаментальный словарь наводит на мысли о алтаре. Передняя часть пьедестала украшена надписью за авторством Пьетро Бембо; по бокам изображены сцены триумфа Ариадны, и жертвоприношения козла в дионисийском обряде.
В 1630 году статуя была передана во Флоренцию в качестве подарка в честь свадьбы Виттории делла Ровере и Фердинандо II Медичи, великого герцога Тосканского. После периода экспонирования в Уффици и кратковременной эвакуации в Палермо в период вступления в Италию войск Наполеона, статуя была размещена (в 1897 году) в Археологическом музее Флоренции, где стоит поныне.
Гипсовые слепки (копии) скульптуры размещены во многих европейских музеях, в том числе в постоянной экспозиции Государственного музея изобразительных искусств имени Пушкина в Москве в Москве (экспозиция «Искусство Древней Греции», зал № 16).